# Билал Назим
Билал Назим (полное имя — Мулла Билал бен Мулла Юсуф Назим; 1825, Кульджа — 1899, Джаркент, ныне Жаркент) — уйгурский поэт и писатель. Центральная фигура уйгурской литературы XIX века, последний представитель уйгурской классической литературы.

## Биография
Участвовал в национально-освободительном движении уйгуров. Литературную деятельность начал с 1840-х годов. На Билала Назима оказало влияние творчество Фирдоуси, Джами, Навои. Большая часть стихов — лирические (сборник «Газалпят», 1852). Расширил содержание уйгурской поэзии, утверждая достоинство и свободу человека, воспевая идею справедливости и гуманизма. Как отмечает Краткая литературная энциклопедия, «стихи и дастаны Билала Назима отличаются демократической идейной направленностью и мастерством отделки». Историческая поэма «Движение в Китайском государстве» (1876) посвящена борьбе уйгурского народа против маньчжуро-китайских захватчиков (издано в 1880 году в Казани известным востоковедом Н. Н. Пантусовым). Сюжеты некоторых поэм и повестей Билала Назима построены на произведениях устного народного творчества. Среди них: известная сатирическая поэма «Обманщик Юсупхан» и повесть «Назугум» (издано на русском языке в Казани в 1909 году Н. Н. Пантусовым).

## Сочинения
- Китаби-Газат дәр мүлки Чин, Казан, 1875;
- Пантусов Н. Н., Таранчинские песни, СПБ, 1890;
- Пантусов Н. Н., Образцы таранчинской народной лит-ры, Каз., 1909.